# العلاقات التنزانية السويسرية
العلاقات التنزانية السويسرية هي العلاقات الثنائية التي تجمع بين تنزانيا وسويسرا.

## مقارنة بين البلدين
هذه مقارنة عامة ومرجعية للدولتين:
| وجه المقارنة                                              | تنزانيا                        | سويسرا                                                                                      |
| --------------------------------------------------------- | ------------------------------ | ------------------------------------------------------------------------------------------- |
| المساحة (كم2)                                             | 947.30 ألف                     | 41.28 ألف                                                                                   |
| عدد السكان (نسمة)                                         | 57.31 مليون                    | 8.21 مليون                                                                                  |
| الكثافة السكانية (ن./كم²)                                 | 60.5                           | 198.89                                                                                      |
| العاصمة                                                   | دودوما                         | برن                                                                                         |
| اللغة الرسمية                                             | اللغة السواحلية، لغة إنجليزية  | اللغة الألمانية، اللغة الإيطالية، لغة فرنسية، اللغة الرومانشية، الألمانية السويسرية الموحدة |
| العملة                                                    | شيلينغ تانزاني                 | فرنك سويسري                                                                                 |
| الناتج المحلي الإجمالي (بليون دولار)                      | 52.09 مليار                    | 678.89 مليار                                                                                |
| الناتج المحلي الإجمالي (تعادل القوة الشرائية) بليون دولار | 138.73 مليار                   | 518.07 مليار                                                                                |
| الناتج المحلي الإجمالي الاسمي للفرد دولار أمريكي          | 878                            | 80.94 ألف                                                                                   |
| الناتج المحلي الإجمالي للفرد دولار أمريكي                 | 2.54 ألف                       | 59.54 ألف                                                                                   |
| مؤشر التنمية البشرية                                      | 0.521                          | 0.930                                                                                       |
| رمز المكالمات الدولي                                      | +255                           | +41                                                                                         |
| رمز الإنترنت                                              | .tz                            | .ch، .swiss ‏                                                                                |
| المنطقة الزمنية                                           | ت ع م+03:00، توقيت شرق أفريقيا | توقيت وسط أوروبا، ت ع م+01:00، ت ع م+02:00، أوروبا/زيورخ ‏                                   |

## منظمات دولية مشتركة
يشترك البلدان في عضوية مجموعة من المنظمات الدولية، منها:
| علم المنظمة | اسم المنظمة                               | تاريخ انضمام تنزانيا | تاريخ انضمام سويسرا |
| ----------- | ----------------------------------------- | -------------------- | ------------------- |
|             | مؤسسة التمويل الدولية                     | 10 سبتمبر 1962       | 29 مايو 1992        |
|             | منظمة حظر الأسلحة الكيميائية              | ?                    | ?                   |
|             | يونسكو                                    | 6 مارس 1962          | 28 يناير 1949       |
|             | البنك الإفريقي للتنمية                    | ?                    | ?                   |
|             | الأمم المتحدة                             | 14 ديسمبر 1961       | 10 سبتمبر 2002      |
|             | الاتحاد الدولي للاتصالات                  | 31 أكتوبر 1962       | 1866                |
|             | منظمة الشرطة الجنائية الدولية             | ?                    | ?                   |
|             | البنك الدولي للإنشاء والتعمير             | 10 سبتمبر 1962       | 29 مايو 1992        |
|             | الاتحاد البريدي العالمي                   | ?                    | ?                   |
|             | مؤسسة التنمية الدولية                     | 6 نوفمبر 1962        | 29 مايو 1992        |
|             | منظمة التجارة العالمية                    | 1995                 | ?                   |
|             | المركز الدولي لتسوية المنازعات الاستشارية | 17 يونيو 1992        | 14 يونيو 1968       |
|             | وكالة ضمان الاستثمار متعدد الأطراف        | 19 يونيو 1992        | 12 أبريل 1988       |

## وصلات خارجية
- موقع وزارة الخارجية التنزانية
- موقع وزارة الخارجية السويسرية